# Cueva de Salamanca

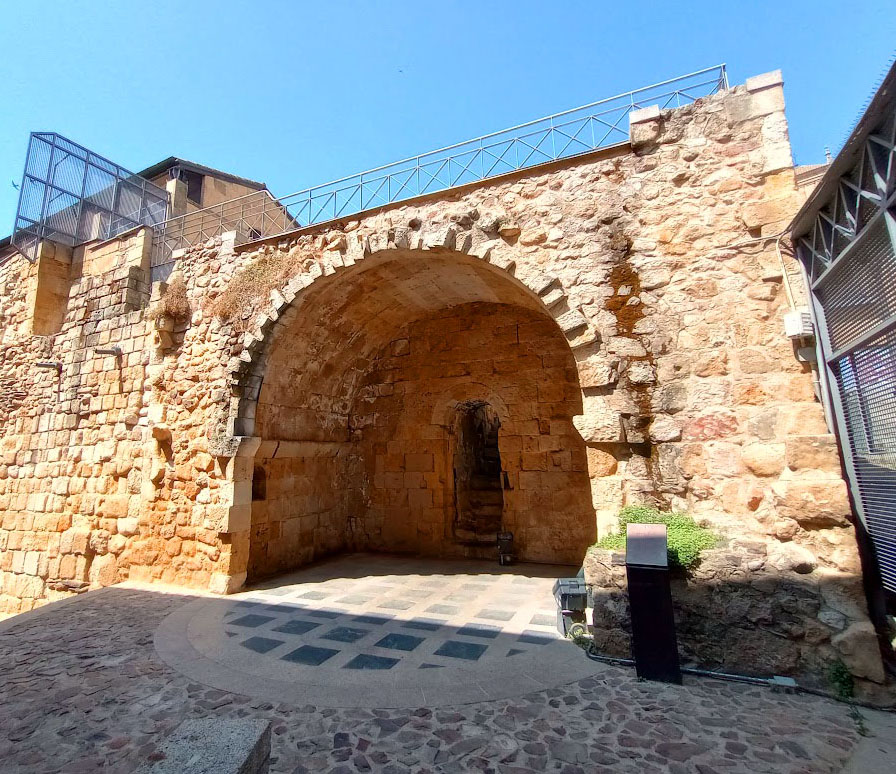
Cueva de Salamanca

La Cueva de Salamanca es un enclave legendario de la ciudad de Salamanca (España) donde, según la tradición popular, impartía clase el Diablo. Dicha cueva se corresponde con lo que fue la cripta de la ahora inexistente iglesia de San Cebrián.
Miguel de Cervantes dio un tratamiento burlesco a la leyenda en su entremés La cueva de Salamanca (1615). El novohispano Juan Ruiz de Alarcón, muy aficionado al esoterismo, y que conoció a Miguel de Cervantes y su entremés, publicó la comedia La cueva de Salamanca, en la que niega que en la cueva se practicasen las artes oscuras. También es mencionada en un poema de Walter Scott, The Ride to Melrose: 

A wizard of such dreaded fame
That when, in Salamanca's cave,
Him listed his magic wand to wave,
The bells would ring in Notre Dame.
The Ride to Melrose

Es igualmente citada en Disquisiciones mágicas, del jesuita Martín del Río. La tradición se trasladó a Hispanoamérica, en varios de cuyos países se denomina salamancas a los antros donde brujas y demonios celebran sus aquelarres. Washington Irving, en su relato El soldado encantado, incluido en Leyendas de la Alhambra, también menciona la cueva.

## La leyenda española
La obra de Raoul Lefèvre Recuyell of the Historyes of Troye, publicada en 1464, atribuye fantásticamente a Hércules la fundación de una academia donde se impartían enseñanzas mágicas en una cueva de Salamanca:

A tal objeto labró un gran hoyo en la tierra, dentro del cual puso las siete artes liberales y otros muchos libros. Luego convocó a los naturales del país para que frecuentasen dicha cueva; pero como eran rudos y no comprendían tanta maravilla, y el mítico fundador tenía que continuar sus proezas en otros escenarios, concilió su designo de que tal estudio fuese mantenido con la construcción de una estatua suya, a la que confirió el don de la palabra, encomendándole las respuestas de los celosos estudiantes que quisiesen de veras aprender, como si Hércules estuviese allí en persona.
Manuel García Blanco: Siete ensayos salmantinos, pp. 80-1

La tradición popular, olvidadiza de Hércules, asignó pronto la labor docente a Asmodeo o algún otro demonio, que durante siete años, en oscuridad de la noche, daba clase de adivinación y otras artes tenebrosas a siete alumnos. Terminada la carrera, se echaba a sorteo y uno de ellos quedaba en manos del Demonio. Según se dice, el Marqués de Villena (personaje legendario inspirado en Don Enrique de Villena) fue uno de los estudiantes aventajados del Demonio, del que consiguió escapar con vida, aunque dejó en manos de El Malvado su sombra, quedando así marcado de por vida como uno de sus adeptos. Una variante de la leyenda adjudica el papel de discípulo burlador al sacerdote bajonavarro Axular, principal autor de la Escuela de Sara, de escritores en vascuence. Como catedrático de la Cueva, además del diablo, se cita a un sacristán o bachiller, Clemente Potosí, o a una cabeza parlante (que recuerda al Bafomet templario, pero que probablemente fuera un recuerdo de la estatua de la leyenda que cita García Blanco). 
El humanista y fidalgo portugués Francisco Botello de Moraes y Vasconcelos, descendiente de los marqueses de Astorga, recrea la tradición en su obra Historia de las cuevas de Salamanca (1734), en la que sitúa en la Cueva a dos personajes mágicos: la Madre Celestina y una demonesa, Mariálvara, con cuerpo de mujer y patas de cabra. En esta obra ofrece el primer intento de explicar el dicho "quedó cacareando y sin pluma como el gallo de Morón". 
La cueva en cuestión se encuentra en un lugar preciso de Salamanca: la sacristía de la iglesia de San Cebrián. Durante su reinado, Isabel la Católica ordenó tapiar preventivamente el acceso con argamasa y piedras (caementis saxisque). Tras la destrucción de la iglesia que la albergaba a finales del siglo XVI, la cueva sirvió como trastero del palacio del Mayorazgo de Albandea, y posteriormente fue utilizada como trastero de una panadería y carbonería. En el siglo XX, a inicios de los años 90, se excavó concienzudamente la zona, situada en la Cuesta de Carvajal, a la espalda de las catedrales, y los hallazgos realizados fueron expuestos al público en 1993, constituyéndose una zona arqueológica formada por la llamada torre de Villena (alusiva al marqués), la planta de la iglesia de San Cebrián y la Cueva de Salamanca. La cueva es igualmente mencionada en Disquisiciones mágicas (1599-1600), del jesuita Martín del Río.

## La leyenda hispanoamericana
Por proximidad semántica y paronomasia se asoció el nombre de Salamanca, ciudad considerada por el oscurantismo como sede principal de las actividades nigrománticas, con las palabras salamandra (anfibio considerado un elemental del fuego) y mántica (adivinación), dando lugar a términos como salamántiga y salamántica. De la misma familia de palabras proviene el nombre del reptil denominado popularmente salamanquesa. 
En varios países hispanoamericanos, como Argentina, Chile, Uruguay, y estados del sur de Brasil, salamanca designa a una cueva (similar a la Cueva de Salamanca) en la que se reúne el Diablo con sus adeptos, o a una salamandra que vive en dichas cuevas. Salamanca es el nombre que recibió popularmente la práctica y los lugares asociados con las prácticas religiosas de los aborígenes de estos territorios durante el período colonial. La política eclesiástica de "Extirpación de Idolatrías" (proceso paralelo a la inquisición, pero en el Virreinato del Perú), desde el siglo XVI persiguió las prácticas religiosas de los nativos, asociándolas con el mal y la figura cristiana del Diablo buscando evangelizar a las poblaciones indígenas, condenando su religión. En tanto modo de producir la alteridad, la persecución eclesiástica de estas prácticas y el control colonial de los lugares sagrados precoloniales sirvieron para conquistar y homogeneizar las poblaciones vernáculas que se buscaban dominar. Taky Ongoy fue una de esas prácticas que era asociada por la iglesia colonial con la brujería de los indígenas y el culto al demonio.